# Pomaria brachycarpa
Pomaria brachycarpa är en ärtväxtart som först beskrevs av Asa Gray, och fick sitt nu gällande namn av B.B.Simpson. Pomaria brachycarpa ingår i släktet Pomaria och familjen ärtväxter. Inga underarter finns listade i Catalogue of Life.